# エスプラッツ
エスプラッツ（S-Platz）は、佐賀県佐賀市白山二丁目にある再開発ビル。佐賀市が運営する商業施設と公団住宅が一体となったビルである。本来はビル全体の名称だが、狭義では特に商業部分をさす。
「S-Platz」の「S」はSAGA（佐賀）とSIRAYAMA（白山）の頭文字であり、「Platz」はドイツ語で「広場」「街」「空間」などの意味。「人が集まるにぎやかな場所になれば」との思いで付けられた。

## 概要
佐賀市の中心市街地活性化への核として、1998年に佐賀市などが出資する第三セクター「まちづくり佐賀」が運営する再開発ビルとしてオープンした。
地上12階のビルの内、1階から3階までの大部分が商業スペースで、5階以上は都市基盤整備公団の運営する分譲住宅として建設された。
開発当初は官民一体となった中心市街地再開発のモデルケースとして全国的に注目されたが、様々な問題から事業は短期間で頓挫。2001年の5月には佐賀市に対し財政支援を要求したが、既に推進派から財政再建を訴える新市長に交代していた佐賀市はこれを拒否。ついに止めを刺された運営会社はおよそ16億円の負債を抱えて倒産した。スタート時には官民一体となった事業モデルとされたが、運営が傾くと責任の所在があいまいな点が指摘された。また売上目標や来店客数など見通しの甘さも目立ち、三セク運営の欠点が大きな非難を浴びることとなった。
運営会社の倒産後は一時地元企業が運営を引き継ぎ営業を続けていたがそれも撤退し、2003年2月28日、エスプラッツは4年10ヶ月で営業に一旦終止符を打ち、市街地の中心に巨大な空き家が存在する状態が長く続いた。
これに対し佐賀市では市が主体となって商業スペースを購入し、民間活用を図る方針を表明。一旦採用した案が補助金の不足や融資の問題などで撤回されるなど紆余曲折の後、大部分を公共スペースとし、商業施設を1階部分のみとする形で再スタートにこぎつけている。

## 沿革
- 1979年12月 - 地元商業者らが再開発推進協議会結成。
- 1985年8月 - 再開発準備組合が発足。
- 1996年2月 - 第三セクター会社「まちづくり佐賀」発足。
- 1998年
  - 2月 - 近接するダイエー佐賀店閉店。
  - 4月29日 - エスプラッツオープン[1]。核店舗は生鮮スーパー「清和」、スポーツ用品「スポーツハヤカワ」。
  - 10月 -　ベーカリー「フランソア」が撤退。店舗撤退第一号となる。
  - 12月 - 「清和」が撤退の意向を表明。
- 1999年
  - 2月 - 「喜久屋書店」が3階に進出。ようやく3階部分が埋まる。
  - 9月 - 「清和」が撤退。
  - 12月 - 地場スーパー「アニー」が清和に代わり進出。
- 2000年
  - 9月9日 - 佐賀市大和町（当時は佐賀郡大和町）にイオンショッピングタウン大和（現・イオンモール佐賀大和）オープン[4]。
- 2001年
  - 5月 - まちづくり佐賀が市に15億円の支援要請。
  - 7月5日 - 市が支援拒否を回答。
  - 7月11日 - 佐賀地裁が、まちづくり佐賀に破産宣告[2]。負債総額は約16億円[3]。
  - 9月 - 医薬品販売「ミズ」がエスプラッツ運営引き継ぎ。
- 2002年
  - 7月31日 - 「喜久屋書店」が撤退。
  - 8月 - 一部商業床の競売、入札始まる。
  - 12月31日 - 「アニー」が撤退。
- 2003年
  - 2月2日 - 「グローバルスポーツ」（旧スポーツハヤカワ）が撤退。
  - 2月28日 - ミズが運営から撤退して、1〜3階の商業床閉鎖。4年10カ月の営業に幕。最終日まで営業していたのは薬局、茶店など9店のみ。
  - 3月21日 - 佐賀市巨勢町にモラージュ佐賀オープン[5]。
- 2004年
  - 9月 - 市土地開発公社が、まちづくり佐賀の所有床を約1億7000万円で取得。
- 2005年
  - 5月 - 県内飲食業者が提案したカフェ、レストランなど食中心の集合ビル案を採用。
  - 7月 - 国補助金が見込みの半額以下となり民間活用策を断念。公共施設中心の活用検討へ。
  - 11月 - 近接する老舗スーパー窓乃梅閉店[6]。
- 2006年
  - 3月 - 地権者共有者会の所有床を市が土地開発基金約8億円で購入。
  - 12月7日 - 佐賀市兵庫にゆめタウン佐賀オープン[7]。
- 2007年
  - 4月 - 3階と2階の一部で公共民間施設オープン。
  - 8月 - 1階の商業部分が再オープン[8]。核店舗はスーパー「アスタラビスタ」[9]。
  - 10月 - 2階の空きスペースに小児科医院などの進出が決定し、ようやく全ての区画が埋まる。
- 2008年
  - 3月 - 「ミズ」を指定管理者に選定。
- 2012年
  - 5月1日 - 「えびすFM」が開局[10]。

## テナント
商業
- スーパー「アスタラビスタ」
- 医薬品販売「MIZ溝上薬局」
- 旅行業「エイチ・アイ・エス」
- 株式会社まちなか不動産
- パスタと旬菜ビュッフェ　パスタ×パスタ
- えびすFM 89.6MHz（コミュニティジャーナル）
- ブティック「アンビシャス」
- アパレル「SOL.」
- 喫茶「るーゑ」
- マリトピア冠婚葬祭サポートサロン

医療
- 精神・神経科「悠心堂クリニック」
- 婦人科 「すこやか女性クリニック」

その他
- 特定非営利活動法人まちづくり機構ユマニテさが[11]
- 佐賀新聞文化センター
- ハローワークプラザ佐賀[12]・マザーズサロン
- 子育て支援センター「ゆめ・ぽけっと」[13]
- 佐賀市観光交流プラザ（一般社団法人佐賀市観光協会）
- 佐賀市市民サービスセンター（パスポートや住民票などの窓口業務）
- 佐賀市交流センター
- 七賢人の里 おへそ保育園[14]
  - エスプラッツホール（200名収容の多目的ホール）
  - エスプラッツギャラリー
  - 貸スタジオ・練習室

## アクセス
- 佐賀駅バスセンターから「エスプラッツ前」下車至近。または「呉服元町」「白山」「中の小路」で下車。